# 浅井義之
浅井 義之（あさい よしゆき）は、日本のアニメ演出家・監督。

## 参加作品

### テレビアニメ
2000年
- 星界の戦旗（原画）

2004年
- モンキーターン（絵コンテ・演出）
- モンキーターンV（絵コンテ・演出）
- RAGNAROK THE ANIMATION（絵コンテ・演出）
- 勇午〜交渉人〜「パキスタン編」（絵コンテ・演出）

2005年
- ああっ女神さまっ（絵コンテ・演出）
- バジリスク 〜甲賀忍法帖〜（絵コンテ・演出）

2006年
- マジカノ（絵コンテ・演出）
- ARIA The NATURAL（演出）
- ああっ女神さまっ それぞれの翼（絵コンテ・演出）
- ギャラクシーエンジェる〜ん（絵コンテ・演出）
- パンプキン・シザーズ（演出）

2007年
- 瀬戸の花嫁（絵コンテ・演出）
- セイント・ビースト〜光陰叙事詩天使譚〜（絵コンテ）

2008年
- true tears（演出）
- ソウルイーター（絵コンテ・演出）
- 天体戦士サンレッド（2008年 - 2009年、絵コンテ）

2009年
- VIPER'S CREED（絵コンテ）
- ファイト一発! 充電ちゃん!!（絵コンテ）
- CANAAN（演出）
- FAIRY TAIL（2009年 - 2012年、絵コンテ・演出）
- 天体戦士サンレッド 第2期（2009年 - 2010年、絵コンテ）

2010年
- Angel Beats（絵コンテ）
- STAR DRIVER 輝きのタクト（2010年 - 2011年、監督補佐・演出）

2011年
- UN-GO（演出）

2012年
- TARI TARI（絵コンテ・演出）
- 絶園のテンペスト（2012年 - 2013年、絵コンテ・演出）

2013年
- 凪のあすから（絵コンテ・演出）

2014年
- キャプテン・アース（監督補佐・演出）

2015年
- Charlotte（監督・絵コンテ・演出）

2016年
- 文豪ストレイドッグス 第1シーズン（絵コンテ・演出）
- Rewrite（絵コンテ）

2017年
- 月がきれい（絵コンテ）
- Fate/Apocrypha（監督・絵コンテ・演出）

2018年
- 魔法少女サイト（絵コンテ・演出）
- 色づく世界の明日から（絵コンテ・演出）

2019年
- 文豪ストレイドッグス 第3シーズン（絵コンテ・演出）

2020年
- 神様になった日（監督・絵コンテ）

2021年
- SK∞ エスケーエイト（演出）
- ヴァニタスの手記（絵コンテ）
- 白い砂のアクアトープ（絵コンテ）

2022年
- パリピ孔明（絵コンテ）

2023年
- Buddy Daddies（監督・絵コンテ・演出）
- 文豪ストレイドッグス 第4シーズン・第5シーズン（絵コンテ）

2024年
- ぶっちぎり?!（絵コンテ）
- 姫様“拷問”の時間です（絵コンテ・演出）
- 真夜中ぱんチ（絵コンテ・ショートアニメ絵コンテ）

2025年
- 日々は過ぎれど飯うまし（絵コンテ）
- 帝乃三姉妹は案外、チョロい。（絵コンテ）

### 劇場アニメ
- UN-GO episode:0 因果論（2011年、演出）

### OVA
- Spirit of Wonder（2001年、原画）

### ゲーム
- サターンボンバーマン（1996年、動画）
- EVE burst error PLUS（2003年、絵コンテ・演出）